# شيزوم ليونارد جونسون
شيزوم ليونارد جونسون (بالهولندية: Chisom Leonard Johnson)‏ هو لاعب كرة قدم هولندي في مركز الهجوم، ولد في 28 أكتوبر 1993 في هولندا في مملكة هولندا. لعب مع نادي ترنتشين.

## وصلات خارجية
- شيزوم ليونارد جونسون على موقع قاعدة بيانات كرة القدم.إي يو (الإنجليزية)
- شيزوم ليونارد جونسون على موقع Soccerway.com (الإنجليزية)